# Heroes of Might and Magic III: The Shadow of Death
Heroes of Might and Magic III: The Shadow of Death − drugi dodatek do strategicznej gry turowej Heroes of Might and Magic III.
Tym razem opowieść z krainy magii i miecza toczy się wokół nekromanty Sandro, który dla własnych korzyści sprytnie manipuluje czwórką bohaterów. Barbarzyńca Yog i elf Gelu są przekonani, że pomagając Sandro osiągną wymarzoną sławę. Motywacje barbarzyńcy Craga Hacka są o wiele prostsze – złoto, a powracająca prosto z Wojny o Sukcesję tronu Erathii Gem chce uwolnić się od duchów przyjaciół, którzy zginęli w walce. Z ich pomocą Sandro pragnie połączyć dwa artefakty o ogromnej mocy, dzięki czemu uzyska władzę nad światem. Jedynie połączone siły czwórki bohaterów mogą powstrzymać nekromantę przed zniszczeniem krain Erathii i AvLee.

## Nowości
- 38 nowych scenariuszy
- 7 nowych kampanii
- 10 nowych teleportów
- nowe artefakty
- możliwość łączenia artefaktów w "super artefakt"
- 8 nowych typów terenu
- możliwość wybrania poziomu trudności w kampaniach
- obrażenia otrzymywane podczas stania w fosie
- edytor kampanii

## Kampanie
- Nowy początek − gracz kieruje czarodziejką Gem oraz łowcą Clancym i ma za zadanie zdobyć trzy artefakty dla Sandro: Amulet Grabarza, Buty Trupa i Kaptur Wampira.
- Eliksir życia − bohaterem jest łowca Gelu, który na rozkaz Leśnej Straży musi zdobyć trzy artefakty: Pierścień Życia, Pierścień Żywotności oraz Fiolkę Żywej Krwi.
- Tnij i siecz − barbarzyńca Crag Hack musi zdobyć artefakty dla Sandro, żeby ten mógł stworzyć Zbroję Przeklętego.
- Narodziny barbarzyńcy − gracz kieruje czarodziejem Yogem, który poczuł w sobie krew ojca barbarzyńcy i opuścił akademię Bracada, by dołączyć do oddziałów Winstona Boragusa, księcia Krewlodu. Ukrywa także u proroków części Miecza Anielskiego Przymierza.
- Bunt nekromanty − czarodziej Sandro okazuje się być nekromantą i przy pomocy artefaktów szybko pozbywa się starych wrogów. Zawiera pakt z Finneasem Vilmarem, nieumarłym królem.
- Przeklęte przymierze − Opowiada o ostatecznej rozprawie powyższych bohaterów i pokonaniu Zła w osobie Sandro i Finneasa.